# الكتلة الوطنية (مصر)
الكتلة الوطنية هي حزب سياسي في مصر أنشأه أعضاء سابقون في حزب الدستور.